# 挪威
挪威（挪威语），全称挪威王国（挪威語：Kongeriket Norge）。是一个位于斯堪的纳维亚半岛的沿海国家。地处欧洲大陆西北部，涵盖北极地区的扬马延岛和斯瓦尔巴群岛 。此外，挪威还在大西洋南部拥有布韦岛，并宣称对南极地区的彼得一世岛和毛德皇后地拥有主权。其人口约560万，首都及最大城市均为奥斯陆。
挪威的总面积为385,207平方（148,729平方英里）。该国东部与瑞典接壤，东北部分别与芬兰的拉普蘭區和俄罗斯的摩尔曼斯克州相邻。挪威拥有绵长的海岸线，其沿岸濒临斯卡格拉克海峡、北大西洋和巴伦支海。
挪威王国于公元872年由多个小王国合并而成，迄今已有1153年的历史。挪威于1537年至1814年间是丹麦-挪威联合王国的一部分；后于1814年与瑞典组成共主联邦，直至1905年联邦解体并重新成为独立的主权国家。挪威在第一次世界大战期间保持中立；在第二次世界大战初期亦维持中立，直到1940年4月遭纳粹德国入侵并被占领，成为了纳粹德国的一部分。而时任挪威国王哈康七世和政府内阁则因此被迫逃至伦敦，在当地组建了流亡政府，并加入同盟国阵营。挪威在二战后恢复独立，并在随之而来的冷战时期加入由美国主导的西方阵营，对抗以苏联为首的东方阵营。
挪威现任国王是来自格吕克斯堡王朝的哈拉尔五世，现任挪威首相是自2021年起担任此职的工党成员約納斯·加爾·斯特勒。挪威是一个单一制的君主立宪制国家，并依据1814年宪法将国家权力分为议会、内阁和最高法院三部分。挪威的行政和政治区划分为郡和市镇两个层级。境内的萨米人通过挪威萨米议会和《芬马克地区法》在其传统领土上享有一定程度的自治权和影响力。挪威与欧盟和美国保持密切的外交关系，是联合国、北约、欧洲自由贸易联盟、欧洲委员会、经济合作与发展组织、世界贸易组织和北欧理事会等国际组织的创始成员国，同时也是欧洲经济区的成员和南极条约的首批签署国，并属于申根区。挪威语方言与丹麦语和瑞典语具有一定的相互理解性。
挪威实行北欧模式，提供全民医疗保健和完善的社会福利体系。挪威政府在关键工业领域拥有众多国有企业，而整个国家则拥有丰富的石油、天然气、矿产、木材、海产和淡水资源。其中，石油产业约占该国国内生产总值的四分之一，是除中东地区外人均石油和天然气产量最高的国家。根据世界银行和国际货币基金组织的统计，挪威分别位列全球人均收入第四和第八位。此外，挪威还拥有全球规模最大的主权财富基金，价值约1.3万亿美元。

## 国名
挪威语言学家伊瓦尔·奥森在19世纪时为挪威选择的新挪威语名称写作Norig，到了1917年，Norge和Norig成为了两种并行存在的拼写。但在1938年的新挪威语正字法改革中，Noreg成为了新的标准写法。一般认为，这两种写法的词源都出自古诺斯语单词*norðrvegr，意味通往北方之路或去北方的路(挪威语:veien mot nord)。而在使用人数占多的书面挪威语中则一直使用Norge作为唯一写法。
在挪威的原住民语言萨米语中，挪威被叫做Norga（北萨米语），Vuodna（吕勒萨米语）或Nöörje（南萨米语），克文语中叫做Norja。

## 歷史

### 维京时代
在挪威历史上，维京时代的范围是从8世纪末到1050年这段时间。这段时间也与欧洲史上的中世纪早期相重合。挪威于这时出现国民议会，在哈弗斯峡湾之战(slaget i Hafrsfjorden)后，金发哈拉尔建立了一个统一的封建制的挪威。此后，基督教于奥拉夫·特里格瓦松在位时得到了大力推广，虽然在他之前基督教就已传入挪威并拥有信众，但他们同时也在私底下继续信仰北欧的多神教神祇，如奥丁，托尔。并使他的基督教化政策在南霍达兰遭遇了顽强抵抗。但在奥拉夫的无畏和果断的影响下，那里的酋长们也接受了基督教。但在这之后，他在特伦德拉格也使用了野蛮、残暴的手段破坏了原有的多神教信仰，因为他相信惩罚神的敌人将得到的是赞扬而不是谴责。

### 内战
从1130年到1240年间，因为挪威没有明确的王位继承规则，在“十字军王”西古德(Sigurd Jorsalfare)死后，挪威陷入了长达100多年的内战冲突，历史上称Borgerkrigstiden。最终由哈康四世·哈康松(Håkon Håkonsson)终结了这一乱世。他于1247年的圣奥拉夫日，即7月29日加冕。

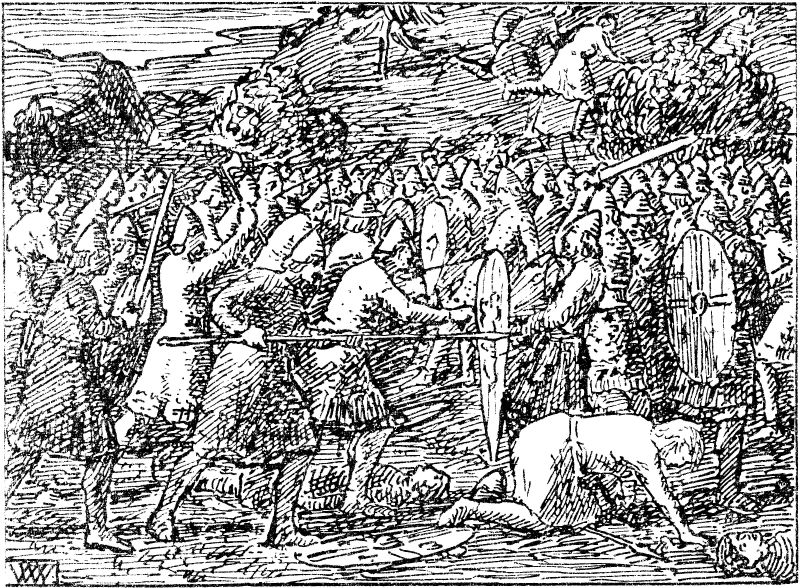
对明讷战役(slaget ved Minne)的描绘，画中交战双方分别为由“盲王”马格努斯（马格努斯四世）和王位觊觎者西古德·斯勒姆贝(Sigurd Slembe)率领的叛军和得到教会和贵族支持的英厄一世·哈拉尔松(Inge 1. Haraldsson)。由Wilhelm Wetlesen绘于1899年

13世紀進入全盛時期。14世紀因黑死病入侵而开始衰落。

### 卡尔马联盟和丹麦-挪威
1397年到1524年，與丹麥、瑞典結成卡爾瑪聯盟。
1524年卡爾馬同盟解体，丹麥-挪威聯合王國建立，受丹麥統治。

### 瑞典-挪威
1814年，根据《基爾條約》，丹麥把挪威割讓給瑞典，換取西波美拉尼亞。但《基尔条约》激起了挪威人的愤慨，丹麦派驻在挪威的总督克里斯蒂安·弗雷德里克（后来成为丹麦国王克里斯蒂安八世）发现了这种情绪，于是他召集了一些有代表性的人物在埃兹沃尔会面。经过谈判，弗雷德里克放弃以专制君主的身份统治挪威，而是以君主立宪制下的君主加冕。这就是挪威宪法日的起源。

### 独立
1905年獨立成為君主國，並選丹麥王子為國王，稱哈康七世。

### 一战中的挪威

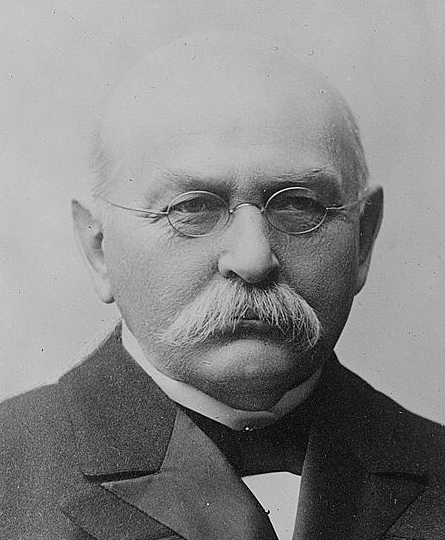
一战时期的挪威首相贡纳·克努德森

挪威在一战中保持中立，但也必须艰难地保持平衡。但即使如此，也有2000多名挪威人在战争的四年中丧生。

### 二战中的挪威
二次大戰中被納粹德國的威瑟演習行動佔領，德國在挪威設立挪威總督轄區，吉斯林為總督。哈康國王及他的政府流亡英國，德國人打算利用挪威重水工廠生產重水用於製造原子彈，但被盟軍摧毀。德國軍事控制挪威全境直至1945年5月8日德國投降，駐挪德軍解除武裝。二戰結束為戰勝國之一。1949年加入北大西洋公約組織。

### 二战后至今
1957年哈康七世逝世，其子即位，稱奧拉夫五世。1959年參加歐洲自由貿易聯盟。
1972年和1994年曾两次投票加入欧盟，但都没有通过，此後反對加入歐盟的比率一直高於支持加入歐盟。但是挪威是申根协议的成员国。
2011年7月22日，发生爆炸及槍擊事件，是該國自二次大戰以來，最嚴重的恐怖襲擊，共造成77人喪生。

## 政治

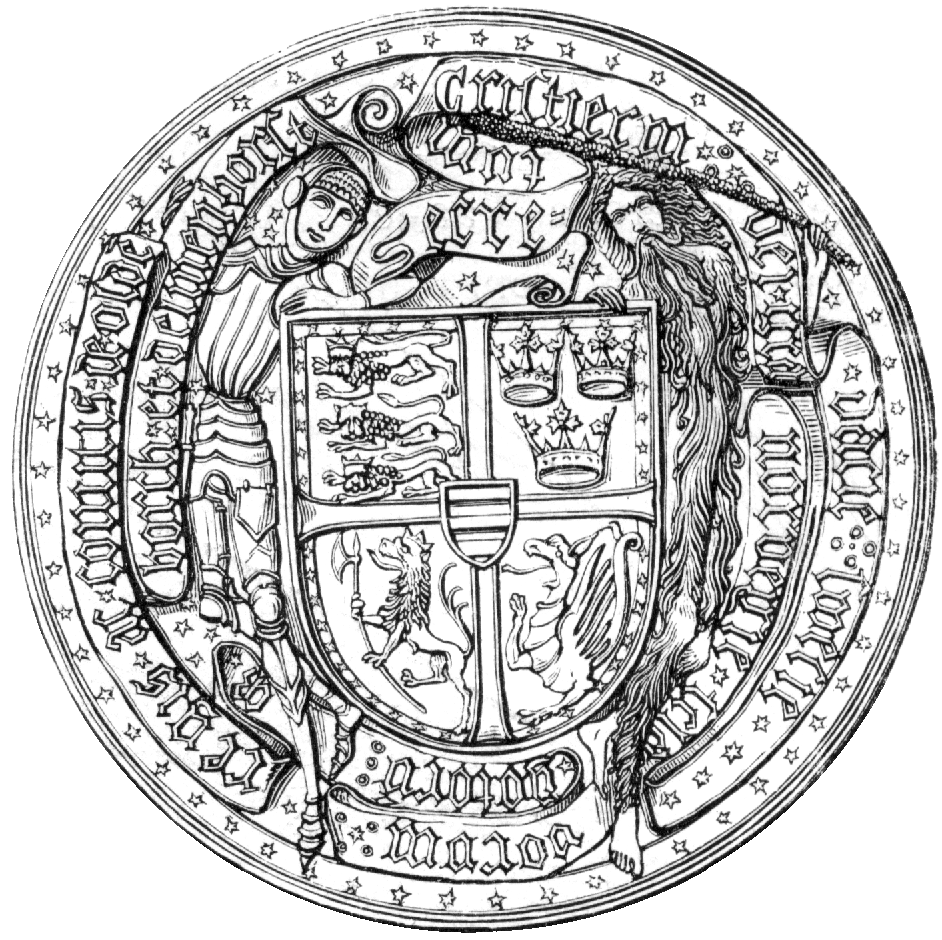
克里斯蒂安一世時期（1457-1460）挪威國徽

挪威于19世纪由君主制转变为一个君主立宪王国，现任国王哈拉尔五世于1991年1月17日就任。
1898年实现对男性的普选权，直到1913年才实现对所有公民的普选权，包括女性擁有普选权。挪威成为全世界最先实行普选权的国家之一。
国会实行一院制议会（称，意为大议会），目前有169名议员，议员由19个郡以比例代表制民选产生。
行政权由挪威首相为首的内阁负责。
全国有20多个政党，挪威工党为挪威国会的第一大党，是二战后主要的执政党。
2009年大选中，工党获得169席中的64席，工党与社会主义左翼党、中间党继续组成中間偏左的联合政府执政。首相由工党的延斯·斯托尔滕贝格担任。
2013年大選，中間偏右聯盟取得勝利，保守黨和進步黨組成中間偏右少數聯合政府，獲自由黨及基督教民主黨在閣外支持政府信任動議。
2017年大选，中间偏右联盟继续优势获得连任，首相由右党的埃尔娜·索尔贝格继续担任。

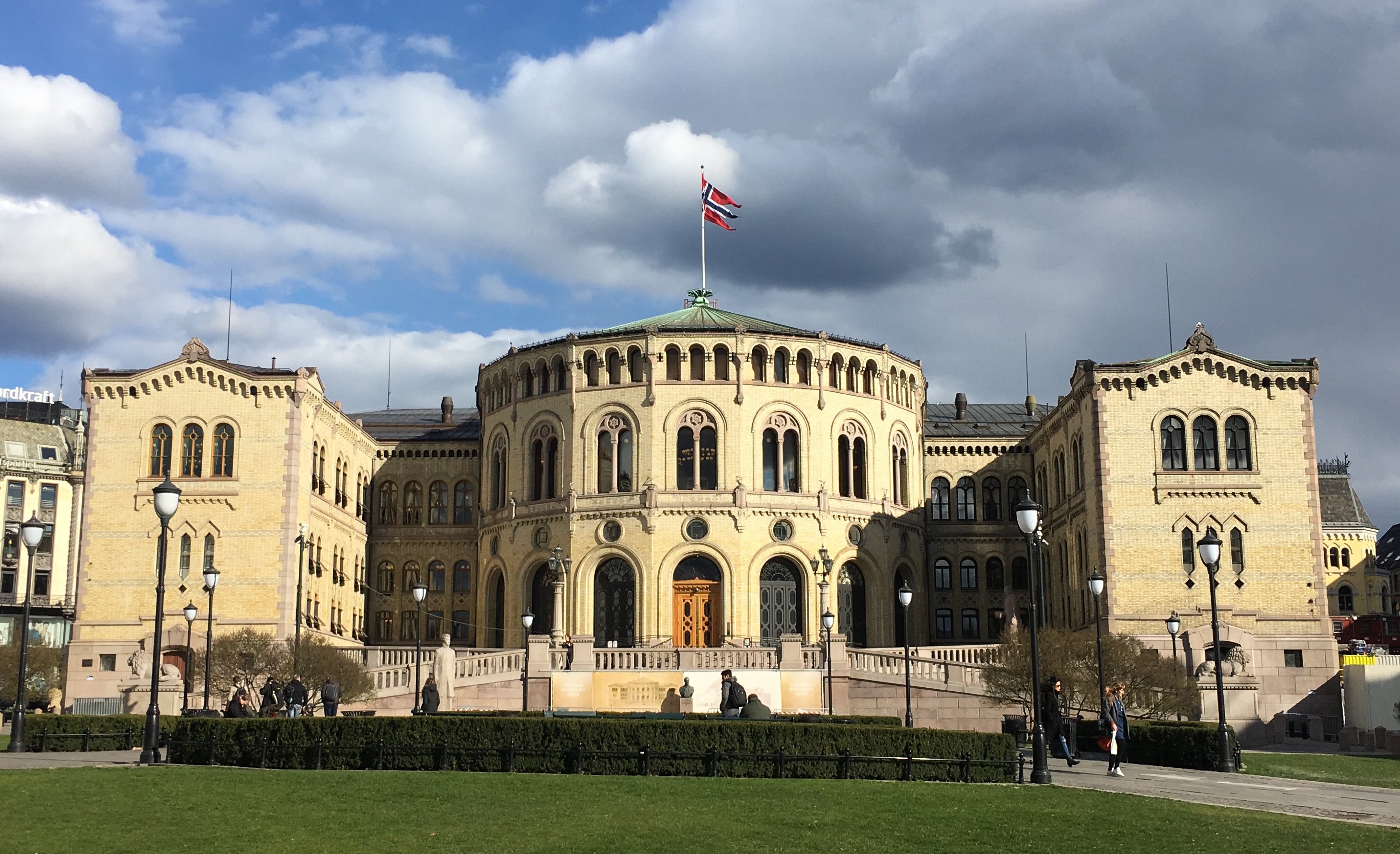
挪威議會大厦
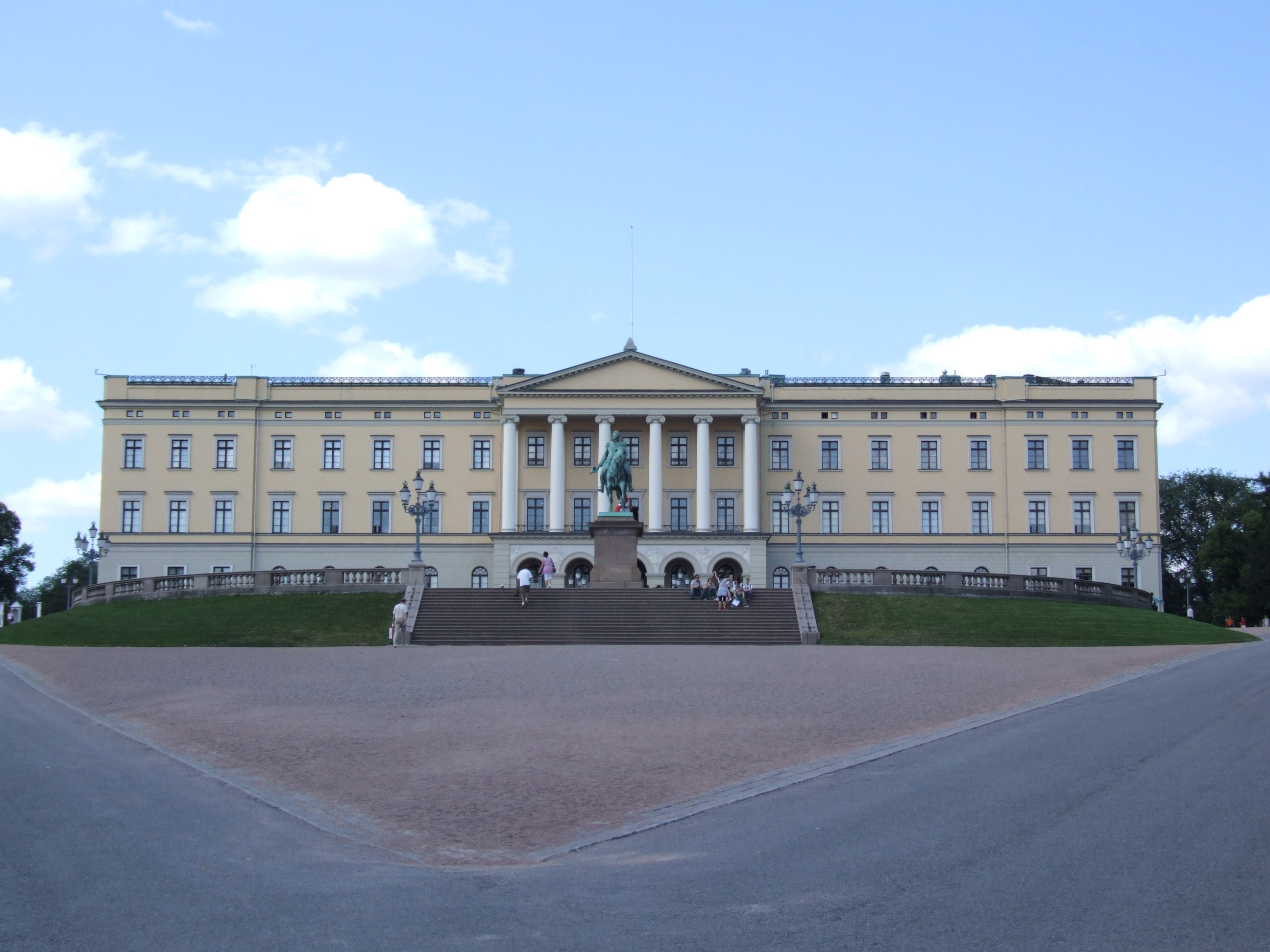
挪威皇宫

## 地理
面积为385,054平方公里（包括斯瓦尔巴群岛、扬马延岛等属地）。位于北欧斯堪的纳维亚半岛西部，东邻瑞典，东北与芬兰和俄罗斯接壤，南同丹麦隔海相望，西濒挪威海。海岸线非常曲折，长2.1万公里（包括峡湾），長度達全球第二，多天然良港。斯堪的纳维亚山脉纵贯全境，高原、山地、冰川约占全境2／3以上。南部小丘、湖泊、沼泽广布。

## 气候
南部沿海地區地区属温带海洋性气候，沿海地区受北大西洋暖流影响，较世界同纬度其他地带温和，大部分海面冬季不结冰。年降水量山地西坡约2000-4000毫米，内陆500-1000毫米，河流水量充足，水力资源居欧洲首位。南部內陸雨量較少，屬於溫帶大陸性氣候。北緯66度至70度大部分屬於副極地氣候，北緯70度以北以及海拔高度較高的地區則出現苔原氣候。

## 行政区划

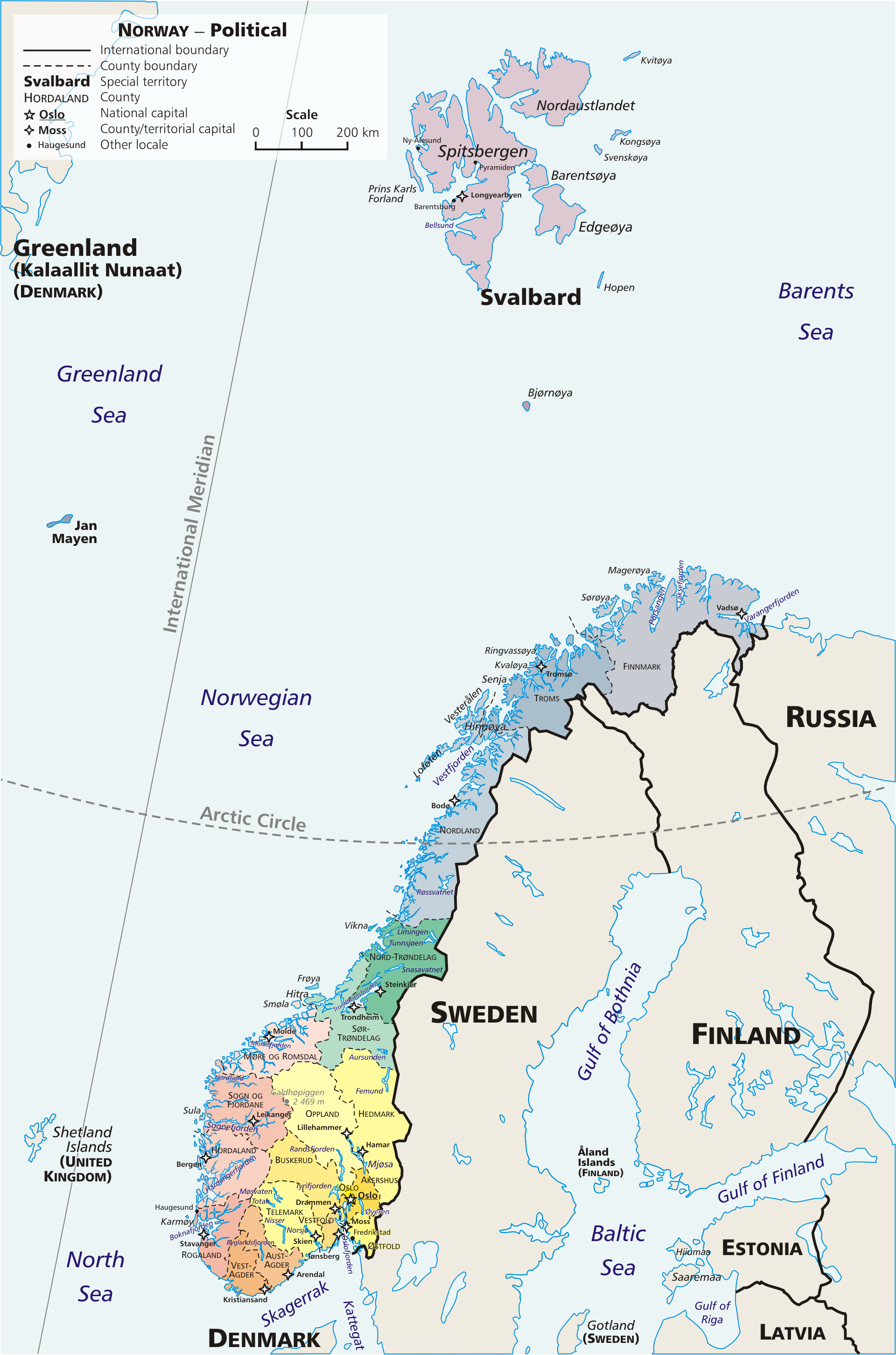
包括斯瓦尔巴和扬马延的挪威行政区

2024年起挪威设15个郡（fylke），下设357个市镇（kommune）。斯瓦尔巴和揚馬延为非建制领土。挪威15个郡分别为：
| 標準編號 | 郡份              | 挪威语原名 | 行政中心     | 面积（平方公里） | 人口    |
| -------- | ----------------- | ---------- | ------------ | ---------------- | ------- |
| NO-03    | 奥斯陆            |            | 奥斯陆       | 454.12           | 700,000 |
| NO-11    | 罗加兰郡          |            | 斯塔万格     | 9377.10          | 475,000 |
| NO-15    | 默勒-鲁姆斯达尔郡 |            | 莫尔德       | 14355.62         | 270,000 |
| NO-18    | 诺尔兰郡          |            | 博德         | 38154.62         | 239,000 |
| NO-31    | 东福尔郡          |            | 萨尔普斯堡   | 4180.7           | 299,647 |
| NO-32    | 阿克什胡斯郡      |            | 奥斯陆       | 4918.0           | 630,752 |
| NO-33    | 布斯克吕郡        |            | 德拉门       | 14908.0          | 284,955 |
| NO-34    | 内陆郡            |            | 哈马尔       | 52072.44         | 375,000 |
| NO-39    | 西福尔郡          |            | 滕斯贝格     | 2167.7           | 253,555 |
| NO-40    | 泰勒马克郡        |            | 希恩         | 15298.16         | 175,546 |
| NO-42    | 阿格德尔郡        |            | 克里斯蒂安桑 | 16434.12         | 299,000 |
| NO-46    | 韦斯特兰郡        |            | 卑尔根       | 33870.99         | 632,000 |
| NO-50    | 特伦德拉格郡      |            | 斯泰恩谢尔   | 42201.59         | 465,000 |
| NO-55    | 特罗姆斯郡        |            | 特罗姆瑟     | 26189.43         | 168,340 |
| NO-56    | 芬马克郡          |            | 瓦德瑟       | 48637.43         | 75,540  |

### 挪威的前十大市镇
| 排名 | 名称         | 人口（2024） | 增长率（2004-2024） |
| ---- | ------------ | ------------ | ------------------- |
| 1    | 奥斯陆       | 1,098,061    | 37.5                |
| 2    | 卑尔根       | 291,940      | 23                  |
| 3    | 特隆赫姆     | 214,565      | 34.4                |
| 4    | 斯塔万格     | 149,048      | 25.8                |
| 5    | 贝鲁姆       | 130,921      | 26.7                |
| 6    | 克里斯蒂安桑 | 116,986      | 29.7                |
| 7    | 德拉门       | 104,487      | 23.6                |
| 8    | 阿斯克尔     | 98,815       | 29.1                |
| 9    | 利勒斯特伦   | 94,201       | 48.1                |
| 10   | 腓特烈斯塔   | 85,230       | 22                  |

### 挪威的前十大城市区
挪威对城市区(tettsted)的定义如下：
- 集中居住地(Samling av hus)有至少200人居住
- 住宅之间的距离不超过50米
- 各种建筑物之间的距离应在200米左右
- 已有的建筑物(Bebygde)和在建的建筑物，如公园、体育设施应该是城市区的一部分

| 排名 | 名称                  | 人口      | 增长率(2004-2024) |
| ---- | --------------------- | --------- | ----------------- |
| 1    | 奥斯陆                | 1,098,061 | 37.1              |
| 2    | 卑尔根                | 272,125   | 28                |
| 3    | 斯塔万格/桑内斯       | 239,055   | 39.5              |
| 4    | 特隆赫姆              | 198,777   | 36.4              |
| 5    | 德拉门                | 124,540   | 38.4              |
| 6    | 腓特烈斯塔/萨尔普斯堡 | 121,679   | 26                |
| 7    | 希恩/波什格伦         | 96,695    | 13.9              |
| 8    | 克里斯蒂安桑          | 67,732    | 6.3               |
| 9    | 滕斯贝格              | 55,939    | 25                |
| 10   | 奥勒松                | 55,684    | 26.6              |

## 经济

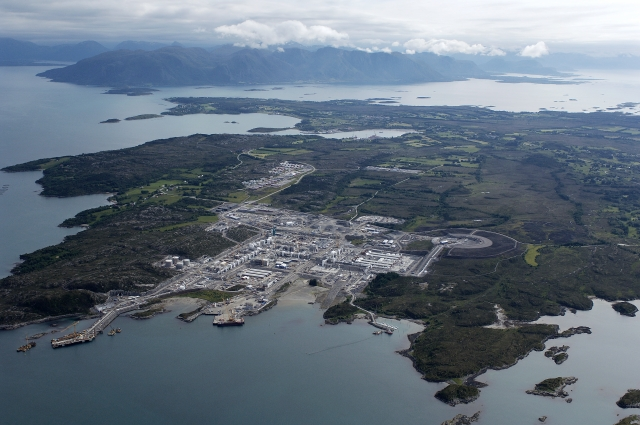
Ormen Lange是世界最大天然氣田

挪威经济是市场自由化和政府宏观调控成功结合的范例，依國際匯率計算的人均國內生產總值長期位居世界第二或第三位(僅次盧森堡及瑞士)，遠高於鄰國瑞典與丹麥，是當今全球最富裕、经济最发达且生活水平最高的国家之一，所得分配亦相當平均。政府控制主要的经济领域，例如石油產业。挪威的自然资源十分丰富，其主要表现在石油、水利、渔业、農業、森林和矿产等方面，其中挪威经济很大程度上依赖石油产业及国际油价，例如1999年，挪威的石油及天然气占其出口总额的35％，作为非石油输出国组织的成员，挪威的石油输出仅次于沙特阿拉伯和俄罗斯。2007年，挪威的石油及天然气占其出口总额的45％，对GDP的贡献率超过20％，但挪威幾乎完全使用可再生能源發電，另外由於電動汽車的數量不斷攀升，總能量（包含交通、提煉、製造業、農家等廣義能量使用）中可持續的比例超過50%。
挪威国内先后两次投票表决是否加入欧盟，都未能在议会中通过。主要是挪威担心加入欧盟后会对本国农业带来巨大的冲击。但是，挪威属于欧洲贸易自由圈，所以在很多程度上，挪威经济和欧盟紧密相关。
尽管挪威连续6年（2001－2006）被联合国评为最适宜居住的国家，挪威人仍然担心在未来的20年裡，当石油和天然气开始耗尽时，其生活水平会开始下降。所以挪威建立国家石油基金，将石油产业的利润用於海外投资。截至2007年11月，国家石油基金已有3800亿美元。
虽然全球范围内很多国家已立法保护鲸鱼，但挪威、冰岛及日本依然准许捕鲸。挪威更是将捕鲸上限由2016年的800条提高至2017年的999条。此举引来环保团体的抗议。

## 社会

### 人口
截至2024年11月，挪威人口为558万，外国移民有931,081人。，前三大移民来源国为波兰、乌克兰和立陶宛。2022年俄乌战争开战以来，乌克兰人的数量也有猛烈增长，约有6万5千人住在挪威。现在已是挪威第二大移民来源国。原住民薩米人居住在该国北部，约有人口3万至4万。首都奥斯陆人口约55万。
性別平等觀念良好，世界經濟論壇在2012年全球性别差距报告中，挪威排名第三，仅次于冰岛、芬兰。
國際助老會（Help Age International）在2013年全球年齡觀察指數（Global AgeWatch 2013 Index）的老人幸福度，挪威排名第二。

### 语言
挪威官方語言為挪威語，包括兩種書寫模式：书面挪威語(Norsk bokmål)和新挪威語(Norsk nynorsk)。兩種書寫模式都應用於官方文件，學校和公共場所，但相對的，书面挪威語的使用人數比較多，佔人口的85-90%。屬北日耳曼語支，語言與丹麥語及瑞典語相近，但發音與寫法相異。三者可互相溝通。但是對於多數外國人，如果只想用一種語言和三個國家的人溝通，還是要特別訓練。
少數民族薩米人使用薩米語，屬於芬蘭-烏戈爾語族。
主要的第二語言為英語，還需選修一種外語，主要有西語、德語、法語、意语等。
在挪威學校裏，外國移民可以把挪威語作為第二外語，從而降低挪威語考試的難度。另一方面，現在挪威強迫外國移民學習挪威語，從2005年9月1日，所有移民必須在申請長期定居之前的三年裏，完成300小時的挪威語教育，否則將無法獲得長期居留權。

### 宗教
挪威的憲法保障宗教自由，根據2013年的數據，主要宗教信仰為基督教（82%），有76.1%的人口屬於路德宗，大部分挪威人在出生時在教會進行洗禮，15歲時在教堂舉行成人禮的儀式，結婚時在教堂舉行婚禮。有2.4%信奉伊斯蘭教，2%的人信仰其他宗教。2016年，挪威修改憲法，移除挪威國教會的國教地位。依據2021年的數據，有21.2%的人口是無宗教。

### 婚姻
挪威有比較開明的政策，不限婚姻、同居的家庭都是受到法律支持及承認的，在稅收上，這两種關係都可以享有政府對於家庭的同等法律保障。
2008年6月11日，挪威國會在多個主要政黨支持下，通過《婚姻性別中立法案》，使挪威成為全球第六個允許同性伴侶註冊結婚的國家，新婚姻法於2009年初正式生效。新婚姻法列明同性伴侶可享有相等於異性伴侶的權利，包括可在教堂舉行婚禮、領養、甚至人工受孕。

### 移民
移民政策上，有合法證據的同居關係和婚姻關係一樣，都可以申請家庭團聚移民。但是非婚生子跟隨生母方的國籍。例如，在异性恋关系中，如果男方是挪威人，而女方不是時，非婚姻內生子不能獲得挪威國籍。同時，在挪威，離婚必須經過一年的分居期，期滿後才可申請離婚。

### 民主
挪威在经济学人智库发布的 2021 年全球民主指数中名列榜首，成为世界上最强大的民主国家之一。 该国对民主的承诺体现在其尊重公民的公民自由以及民间社会行为者和独立媒体在追究政府责任方面的积极作用。

## 文化

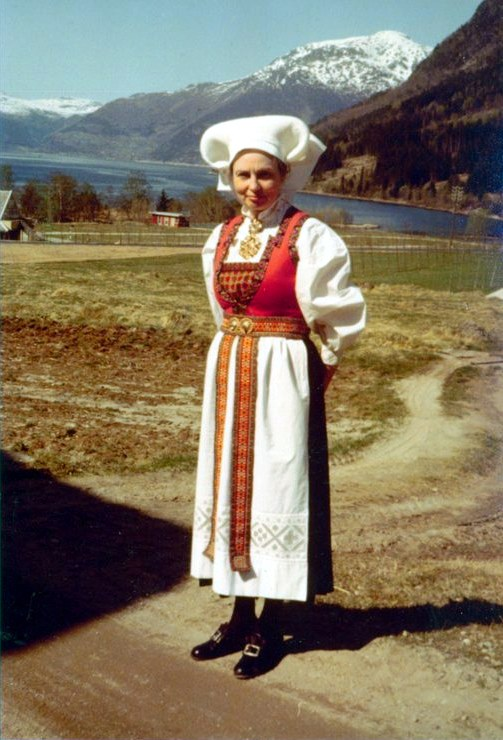
布納德（挪威傳統服飾）

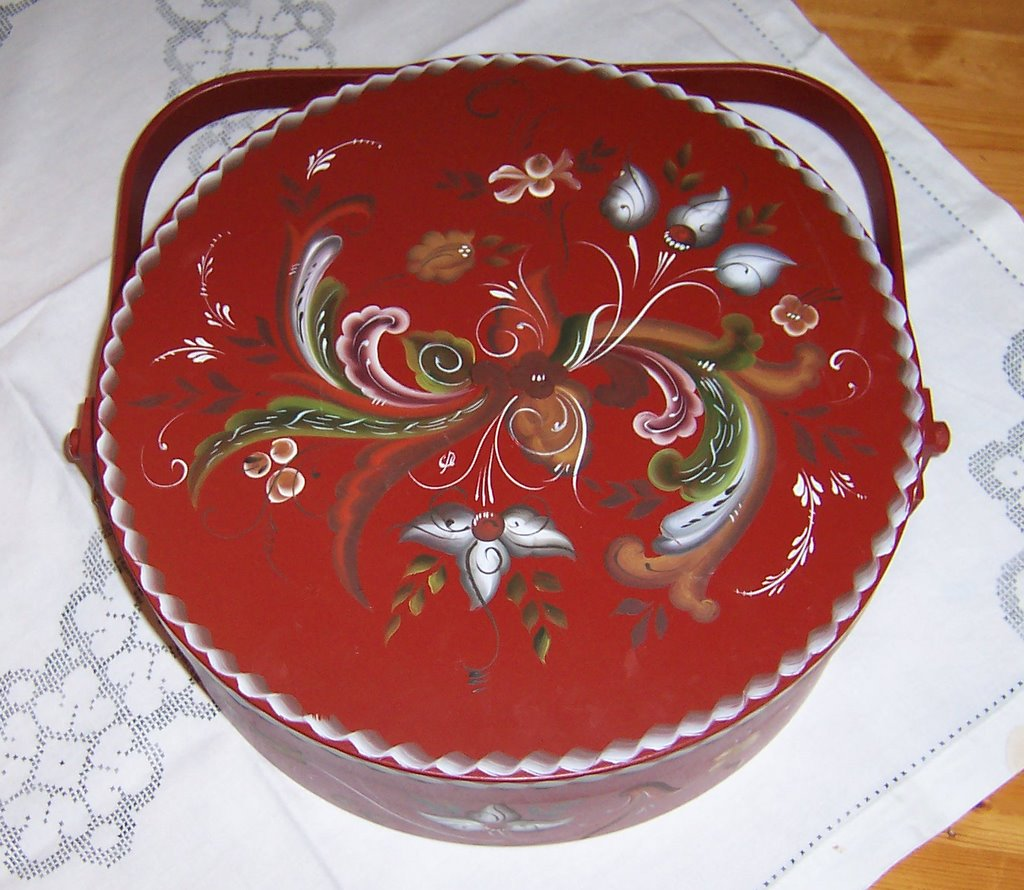
挪威民俗藝術「樂斯梅林彩繪」

挪威傳統服總稱為布納德（Bunad），5月17日挪威國慶日時，許多挪威民眾會穿著布納德慶拀。挪威有挪威升旗日和挪威憲法日。還有托洛爾夫·拉夫托纪念獎。丹麦裔挪威小说家桑德摩斯（Aksel Sandemose）提出的詹代法則在包含挪威在內的斯堪地那維亞社群中也有重要地位。

### 节假日
- 1月1日：新年
- 1月21日：英格麗特·阿歷珊德拉公主誕辰
- 2月6日：薩米民族日
- 2月21日：哈拉爾五世國王壽辰
- 不定：復活節 （3月至4月之間的一個週日）
- 5月1日：公眾假期 （國際勞動節）
- 5月8日：解放日 （1945年脫離納粹佔領）
- 5月17日：憲法日 （1814年通過憲法）
- 不定：五旬節 （5月至6月之間的一個週日）
- 6月7日：聯合解體日 （1905年瑞典-挪威聯合解體）
- 7月4日：宋雅王后壽辰
- 7月20日：哈康·馬格努斯王儲誕辰
- 7月29日：聖奧拉夫日（1030年挪威的主保聖人聖奧拉夫國王陣亡）
- 8月19日：梅特·瑪麗特王儲妃誕辰
- 不定：議會選舉日 （每四年舉行一次，通常在9月第二個週日）
- 12月25日：聖誕節

### 体育
足球、冰球以及滑雪是挪威最受民眾歡迎的運動。

## 軍事

挪威皇家海軍徽章

總兵力約23,000人，其中包括文職僱員。根據挪威的軍事動員計劃，可充分調動的後備兵力約83,000名作戰人員。目前挪威軍分4種軍種：皇家陸軍，皇家海軍，皇家空軍以及國土防衛隊。
挪威的名義三軍統帥為國王，但是實際上國防大臣才是軍隊的真正指揮官。

## 延伸阅读
- Boyesen,Hjalmar Hjorth.《挪威史》.上海.上海社会科学院出版社.2020.ISBN:978-7-5520-2975-8

## 外部連結
- 維基媒體的Norway地圖集
- 维基导游上有關挪威的旅行指南
- Norway.no （页面存档备份，存于） 官方网站
- Norway.info （页面存档备份，存于） 挪威外交部
- 挪威统计 （页面存档备份，存于）
- 挪威环境：关于挪威 （页面存档备份，存于）
- 《世界概况》上有关Norway的条目
- Norway （页面存档备份，存于） entry at Encyclopædia Britannica
- Birdwatching Norway （页面存档备份，存于）